# Wysogotowo
Wysogotowo – wieś w Polsce położona w województwie wielkopolskim, w powiecie poznańskim, w gminie Tarnowo Podgórne.
W latach 1975–1998 miejscowość administracyjnie należała do województwa poznańskiego.
We wsi znajduje się radar meteorologiczny.
W Wysogotowie urodził się Józef Zawal (1895–1962), działacz niepodległościowy, kawaler Orderu Virtuti Militari.

## Demografia
Powierzchnia sołectwa zajmuje 3,749 km². W 2016 r. miejscowość liczyła 548 mieszkańców, co daje gęstość zaludnienia 146 osoby/km².